# Academia Brasileira de Literatura
A Academia Brasileira de Literatura (ABDL) é uma instituição fundada no Rio de Janeiro em 12 de junho de 1980 para "promover e estimular a cultura da Língua Portuguesa e da Literatura, em especial, a Brasileira".
É composta por 50 membros titulares, além de correspondentes, honorários e beneméritos.

## Características
A ABDL surgiu da iniciativa de estudiosos que trabalharam para tornar realidade o sonho de "uma academia formada somente por intelectuais".
Desde o início, reúne membros atuantes e com representatividade intelectual e pública oriundos de quase todos os Estados da Federação. Embora sediada na cidade do Rio de Janeiro, por resolução estatutária, possui representatividade e atuação nacional.
A Academia Brasileira de Literatura possui 50 cadeiras designadas por patronos escolhidos entre escritores brasileiros. Desde 21 de agosto de 1980, o silogeu é sediado à Rua Teixeira de Freitas, 5. 3° andar, Glória, e funciona no auditório Pizarro Drummond, da Confederação das Academias de Letras do Brasil, situado no prédio do Instituto Histórico e Geográfico Brasileiro - IHGB.
A Academia Brasileira de Literatura é considerada patrimônio cultural imaterial brasileiro, pois, desenvolve trabalho relevante na preservação, estímulo e produção de trabalhos acadêmicos. São também finalidades da Academia: I) congraçar escritores brasileiros cujos méritos sejam reconhecidos pela Academia; II) promover e estimular a cultura da Língua Portuguesa e da Literatura, em especial, a Brasileira; III) preservar a memória dos patronos de suas cadeiras, de seus ex-ocupantes e de vultos outros que, por seus relevantes serviços prestados à Pátria e às letras, forem merecedores de homenagens; IV) comemorar, sempre que possível, os fatos marcantes da humanidade e as datas nacionais, especialmente, as brasileiras; V) organizar, promover e incentivar cursos e eventos literários.
À semelhança das demais academias de letras, o cargo de sócio é vitalício e a sucessão dá-se apenas pela morte do ocupante da cadeira. Formalizadas as candidaturas, os sócios, em sessão ordinária, manifestam a vontade de receber o novo confrade, através do voto secreto.

## Patronos
Para cada uma das cinquenta cadeiras, os fundadores escolheram os respectivos patronos, homenageando personalidades que marcaram as letras e a cultura brasileira.

## Presidentes da ABDL
O primeiro Presidente da ABDL foi Horácio de Almeida.
Entre os demais presidentes, destacam-se: Durval Lobo, Leodegário A. de Azevedo Filho, Paschoal Villaboim, Abeylard P. Gomes, Agenor Ribeiro, José Eduardo Pizarro Drummond, Ricardo Frazão do Nascimento, José Alfredo de Andrade.
Eleito em 2009, o atual presidente é Roberto dos Santos Almeida.

## Sócios fundadores
Entre os sócios titulares fundadores da ABDL estão: Abel Pereira, Antônio Carlos Villaça, Helena Parente Cunha, Homero Homem, Horácio de Almeida, Horácio Pacheco, Irene de Albuquerque, Jesus Belo Galvão, Lyad de Almeida, Mario Camarinha da Silva, Margarida Ottoni, Nemécio Calazans, Paulino Jacques, Pizarro Drummond, Ricardina Yone, Umberto Peregrino, Venâncio Igrejas (Ministro). São também considerados fundadores aqueles que ocuparam primeiramente as cadeiras posteriormente ao ato de instalação da Academia, a saber: Bella Josef, Telenia Hill.

## Sócios Titulares
Os membros titulares da Academia Brasileira de Literatura são os seguintes (maio de 2010):
| Cadeira | Nome                                                    | Eleição |
| ------- | ------------------------------------------------------- | ------- |
| 1       | Kepler Alves Borges                                     |         |
| 2       | Leir de Souza Moraes                                    |         |
| 3       | Oliveiros Litrento - sócio falecido - cadeira vaga      |         |
| 4       | E. G. de Castro                                         |         |
| 5       | Messody Benoliel                                        |         |
| 6       | Franci M. Darigo                                        |         |
| 7       | Leodegário A. de Azevedo Filho                          |         |
| 8       | Abel Pereira - sócio falecido - cadeira vaga            |         |
| 9       | Yara Vidal Fonseca                                      |         |
| 10      | Aimone Camardella                                       |         |
| 11      | Margarida Finkel                                        |         |
| 12      | José Alfredo de Andrade                                 |         |
| 13      | Vidal da Silveira Barros                                |         |
| 14      | Jorge Picanço Siqueira - sócio falecido - cadeira vaga  |         |
| 15      | Ricardina Marques da Silva                              |         |
| 16      | Ronaldo Rogério de Freitas Mourão                       |         |
| 17      | Luiz Ivani de A. Araújo - sócio falecido - cadeira vaga |         |
| 18      | Marly G. Wisniowski                                     |         |
| 19      | Jorge Bragança                                          |         |
| 20      | Francisco Ferreira da Silva                             |         |

| Cadeira | Nome                                                     | Eleição |
| ------- | -------------------------------------------------------- | ------- |
| 21      | Paschoal Villaboim Filho - sócio falecido - cadeira vaga |         |
| 22      | Adaílton Medeiros - sócio falecido - cadeira vaga        |         |
| 23      | Francisco Silva Nobre - sócio falecido - cadeira vaga    |         |
| 24      | Edmo Lutterbach                                          |         |
| 25      | Alberto Venâncio Filho                                   |         |
| 26      | Edson de Castro Homem (Bispo)                            |         |
| 27      | Geraldo B. de Menezes - sócio falecido - cadeira vaga    |         |
| 28      | Jarbas Maranhão                                          |         |
| 29      | Margarida Ottoni                                         |         |
| 30      | Roberto S. Kahlmeyer-Mertens                             |         |
| 31      | Oscar Dias Corrêa - sócio falecido - cadeira vaga        |         |
| 32      | Marita Vinelli B. de Sá F. Pinheiro                      |         |
| 33      | Íris de Carvalho Drummond                                |         |
| 34      | Lúcia do Nascimento Oliveira                             |         |
| 35      | Roberto dos Santos Almeida                               |         |
| 36      | Tobias Pinheiro                                          |         |
| 37      | Tereza Cristina M. de Oliveira                           |         |
| 38      | Agenor Ribeiro - sócio falecido - cadeira vaga           |         |
| 39      | Maria da Conceição Pires de Melo                         |         |
| 40      | Walmírio Macedo                                          |         |
| 41      | Neide Martins                                            |         |
| 42      | Celso Pires                                              |         |
| 43      | Maria Apparecida Picanço Goulart                         |         |
| 44      | Helena Ribeiro - sócio falecido - cadeira vaga           |         |
| 45      | Telenia Hill                                             |         |
| 46      | Venâncio Igrejas - sócio falecido - cadeira vaga         |         |
| 47      | Yvonne Bastos - sócio falecido - cadeira vaga            |         |
| 48      | Paulo Silva de Araújo                                    |         |
| 49      | Aloysio Tavares Picanço                                  |         |
| 50      | Therezinha Radetic                                       |         |

## Sócios correspondentes
Entre os membros correspondentes da ABDL estão Jarbas Gonçalves Passarinho ex-ministro da Federação, Sérgio Campos, Clóvis Assumpção, Aristheu Bulhões.

## Revista da ABDL
| “ | "A revista da Academia Brasileira de Literatura, desde o seu primeiro número, em 1985, tem sido publicada, regularmente, a cada diretoria, com o objetivo de apoiar as iniciativas culturais programadas. Em suas páginas, os escritores, que a utilizam, têm a oportunidade de publicar suas obras literárias, sempre dentro de um critério de valor, que pode ser apreciado e reconhecido". | ” |